# Zagryphus tilloyi
Promethes tilloyi
Espèce
Synonymes
- †Promethes tilloyi Théobald, 1937

Zagryphus tilloyi est une espèce fossile d'insectes Hyménoptères de la famille des Ichneumonidae et du genre Zagryphus.

## Classification
L'espèce Zagryphus tilloyi est décrite en 1937 par le paléontologue français Nicolas Théobald (1903-1981) sous le protonyme Promethes tilloyi,. 

### Fossiles
Le spécimen holotype Am8 vient de la collection du muséum national d'histoire naturelle de Paris. Cet insecte vient du gypse d'Aix-en-Provence. 

### Étymologie
L'épithète spécifique tilloyi signifie en latin « une plantation de tilleuls »

### Reclassement
Cette espèce est classée dans le genre Promethes initialement. Elle est reclassée en 2022 par l'entomologiste suisse Tamara Spasojevic (d) et al. dans le genre Zagryphus. Au passage, ceux-ci indique que ce genre et donc l'espèce sont de la sous-famille Triphoninae. 

## Description

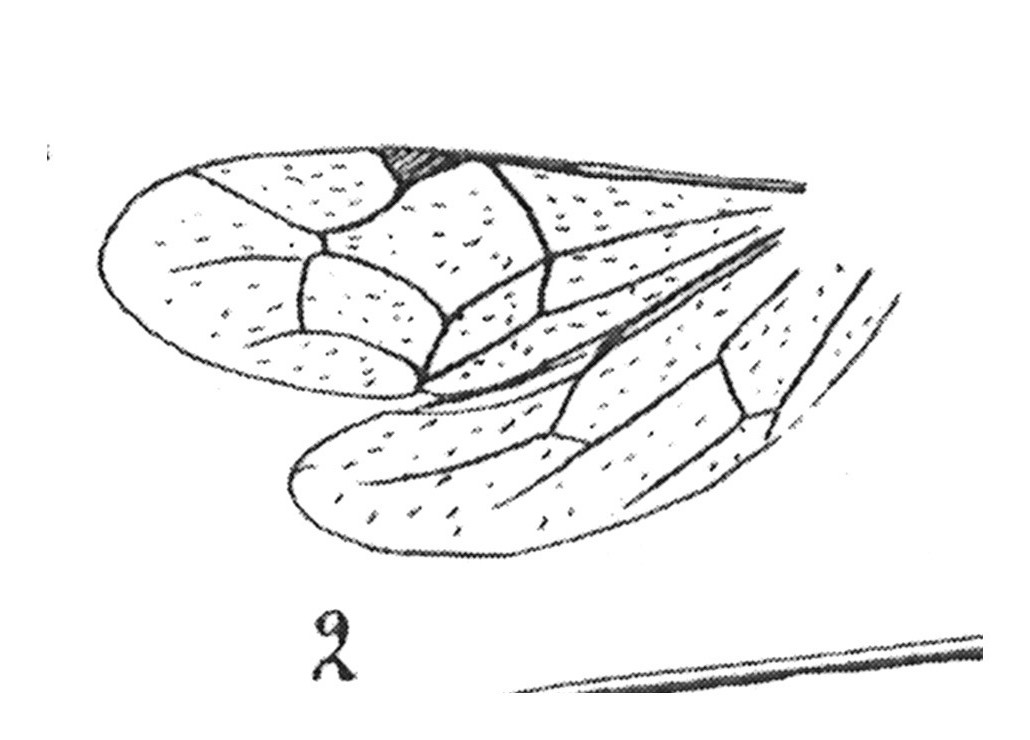
Zagryphus tilloyi. aile N. Théobald 1937 Promethes Tilloyi ailes Am8 p. 304 pl. XXIV Hyménoptères du Stampien d'Aix-en-Provence.

### Caractères
La diagnose de Nicolas Théobald de 1937, : 

« Insecte au corps noir, pattes brunes, ailes enfumées. Tête transversale, assez grosse ; deux gros yeux renflés ; antennes filiformes, nombreux articles courts et homonomes. Cou net. thorax ovale, un peu étiré vers l'apex. Abdomen comprimé, nettement pétiolé, se renfle vers l'extrémité qui se termine en soc de charrue ; tarière assez courte. Pattes moyennes. Ailes se recouvrant en partie ; la nervation peut être déchiffrée à l'aide du microscope (v.fig.) ; stigma triangulaire, pas d'aréole ; microtriches encore visibles dans les champs des cellules. ».

### Dimensions
La longueur du corps est de 5,5 mm, la longueur des antennes est de 4 mm, la longueur de la tarière est de 1,5 mm.

### Affinités
« Présente les caractères du g. Promethes de la tribu des Bassini ; la nervation des ailes en particulier est semblable. Par rapport à P. Pulchellus Hlmg. de nos régions, il faut toutefois signaler que dans celui-ci la nervure discoïdale est plus étirée vers le sommet de l'aile. ».

## Biologie
« De nombreuses espèces actuelles du g. Promethes parasitent les Syrphides. Ces derniers étant aussi représentés dans la faune entomologique d'Aix, on peut admettre qu'il en fut de même aux temps oligocènes. ».

### Publication originale
- [1937] Nicolas Théobald, « Les insectes fossiles des terrains oligocènes de France 473 p., 17 fig., 7 cartes,13 tables, 29 planches hors texte », Bulletin Mensuel de la Société des Sciences de Nancy et Mémoires de la Société des sciences de Nancy, Imprimerie G. Thomas,‎ 1937, p. 1-473 (ISSN 1155-1119 et 2263-6439, OCLC 786027547). .